# Thomas Hagelskjær
Thomas Hagelskjær (Copenaghen, 4 febbraio 1995) è un calciatore danese, portiere del Vejle.

## Carriera

### Club
Dal 2013 è portiere dell'Aarhus, club con il quale, però, non è mai sceso in campo.

### Nazionale
Ha esordito con la maglia della Nazionale Under-21 nel 2016, venendo poi convocato per gli Europei di categoria nel 2017.

## Palmarès

### Club

#### Competizioni nazionali
- 1. Division: 2

Vejle: 2017-2018, 2019-2020